# San Juan Evangelista (Parroquia de la Concepción de La Orotava)
San Juan Evangelista es una imagen de Juan el apóstol que se venera en la parroquia matriz de Nuestra Señora de la Concepción de la Villa de la Orotava, Tenerife, Canarias.

## Autoría de la imagen
Esta bella efigie del discípulo amado responde al encargo realizado por la cofradía de la Vera Cruz y Misericordia al escultor José Luján Pérez, con el fin de sustituir a la antigua efigie cuyo encargo está fechado en 1621.
La imagen realizada hacia 1799 solo tiene talladas la cabeza, manos y pies, y el resto del cuerpo fue realizado con la técnica de lienzos encolados. La policromía fue realizada por Manuel Antonio de la Cruz (1750-1809), nacido en el Puerto de La Orotava (hoy Puerto de la Cruz). El portuense optó por una coloración azul para la túnica, en contraste del rojo intenso del manto, siendo los dorados los que le dan su toque particular. 
Luján Pérez optó por representar al evangelista de pie, en el momento de redactar el evangelio, siendo la única imagen de esta iconografía que realizó de este estilo, ya que el resto de imágenes son esculturas de candelero. Se le realizaron diversas intervenciones, pero destaca la restauración llevada a cabo hace unos años por el restaurador Ayala, quien devolvió a la imagen su policromía original. Nunca se terminó de restaurar, pues el prestigioso restaurador falleció mientras realizaba esta tarea.

## Procesión del Jueves Santo
Realiza su salida procesional en la procesión del Mandato, en la tarde-noche del Jueves Santo desde la parroquia matriz de Nuestra Señora de la Concepción de la Villa de la Orotava, ocupando el segundo paso del cortejo procesional, precedido por santa María Magdalena penitente y tras él, el paso del Santísimo Cristo de la Misericordia y Nuestra Señora de los Dolores.